# 越南國家化工集團
越南國家化工集團，在2009年，由越南政府（主要股東）於河內（總部）成立。
該董事長為阮安棟，該公司業務在全球經營各類化工產品，包括化肥、工業化學、製藥、基本化學等。
在2012年3月，該公司和挝政府签署协议，投资4.5亿美元在老挝甘蒙省农布克县开发和加工钾盐。同年7月，該公司以45億美元，把持有11%的越南龙山石化项目出售給越南国家石油公司。
2014年，該公司和南方橡膠（Casumina）組成全钢子午线轮胎厂開始投產，涉資總額為3.38万亿越盾。

## 連結
- Vinachem.com.vn （页面存档备份，存于）